# Оромия
Оро́мия (оромо Oromiyaa, амх. ኦሮሚያ ክልል) — один из 12 регионов (штатов) Эфиопии. Административный центр — де юре Аддис-Абеба, де факто Назрет (Адама). Граничит с Кенией и Южным Суданом.
До XXI века административным центром Оромии являлся город Аддис-Абеба, название которого на языке оромо звучит как Финфин. Перенос административного центра Оромии в Адаму вызвал многочисленные споры. 10 июня 2005 года Демократическая Организация народа Оромо, которая является частью правящей коалиции в стране, заявила, что намерена перенести административный центр Оромии назад в Аддис-Абебу.

## Население
По данным переписи 2007 года население региона составляет 27 158 471 человек: 13 676 159 мужчин и 13 482 312 женщин. Городское население насчитывает 3 370 040 человек (11,3 %). Средняя плотность населения составляет 76,93 чел/км². В регионе насчитывается 5 590 530 отдельных хозяйств, таким образом, в среднем приходится 4,8 человек на одно хозяйство (3,8 человек — в городских хозяйствах и 5,0 человек — в сельских хозяйствах).
Этнические группы включают: оромо (87,8 %), амхара (7,22 %), гураге (0,93 %) и др. Основной язык региона — оромо, на нём говорят 83,5 % населения; около 11 % говорит на амхарском. 47,6 % населения — мусульмане; 30,4 % — христиане-монофизиты; 17,7 % — протестанты; 3,3 % придерживаются традиционных религиозных воззрений. Религиозная картина в городских районах сильно отличается: христиане-монофизиты здесь составляют 51,2 %; мусульмане — 29,9 %; протестанты — 17,5 %; другие религиозные группы — 1,5 %.
По данным прошлой переписи 1994 года население региона составляло 18 732 525 человек: 9 371 228 мужчин и 9 361 297 женщин. Городское население насчитывало 621 210 человек (14 %).
Согласно данным CSA на 2004 год, доступ к чистой питьевой воде имеют только 32 % населения (23,7 % в сельской местности и 91,0 % в городах). Уровень грамотности составляет 61,5 % для мужчин и 29,5 % для женщин. Детская смертность составляет 76 на 1000 родившихся (почти одинакова с средним по стране показателем 77 на 1000).

## Административное деление
- Адама (Adama)
- Арси (Arsi)
- Бале (Bale)
- Борена (Borena)
- Бураю (Burayu)
- Восточное Харарге (Misraq Hararghe)
- Восточная Шоа (Misraq Shewa)
- Восточная Велега (Misraq Welega)
- Гуджи (Guji)
- Хоро-Гудру-Велега (Horo Gudru Welega)
- Иллубабор (Illubabor)
- Джимма (Jimma)
- Джимма-специальная зона (Jimma Special-Zone)
- Келем-Велега (Kelem Welega)
- Оромия (Oromia)
- Северная Шоа (Semien Shewa)
- Юго-Западная Шоа (Debub Mirab Shewa)
- Западный Арси (Mirab Arsi)
- Западное Харарге (Mirab Hararghe)
- Западная Шоа (Mirab Shewa)
- Западная Велега (Mirab Welega)